# ルアキニ
ルアキニ（ハワイ語: Luakini）とはハワイ宗教上のヘイアウ（聖所）で生贄を捧げるところをいう。ポリネシアの宗教でも他ではなくて、ハワイの宗教だけにある習慣であった。 
数あるヘイアウの中でも、男性のシンボルで戦いの神でもあるクーへ捧げたヘイアウでのみ、長引く乾燥、戦争など異常な事態に犠牲が捧げられて、犠牲者はハワイ先住民の伝統的身分制度の奴隷（カプ破りや敗戦者）から選ばれた。
南ポリネシアからハワイの宗教になった教えを伝えたというパアオ（Pa'ao）がそれまであったモオキニ・ヘイアウをクーの聖所として、ルアキニも伝えている。カメハメハ大王はモオキニ・ヘイアウで生まれて、クーの信奉者で、プウコホラ・ヘイアウでいとこを生贄にして、ハワイ島統一を完成している。 

## 参照項目
- ハワイ神話

ルアキニ・ヘイアウは次の場所にあったもので、現在もその遺跡がある。
- モオキニ・ヘイアウ- ハワイ島
- プウコホラ・ヘイアウ - 同上
- ケエク・ヘイアウ (Keʻeku Heiau, Kahaluʻu Bay) - 同上
- ロアロア・ヘイアウ (Loaloa Heiau) - マウイ島
- プウオマフカ・ヘイアウ (Pu'u o Mahuka Heiau) - オアフ島
- ワイルア・ヘイアウ群 (Wailua Complex of Heiaus) - カウアイ島